# Regnum regno non praescribit leges
Latinska izreka Regnum regno non praescribit leges (hrv. Kraljevstvo kraljevstvu ne propisuje zakone), postala je značajna za hrvatsku povijest nakon što ju je kao šef hrvatskog parlamentarnog izaslanstva na zasjedanju zajedničkog (Ugarsko-hrvatskog) Sabora u 
Budimu 1790. izrekao grof i hrvatski ban Ivan Erdődy.
Hrvatski je sabor u svibnju 1790. godine donio zaključak kojim se priznaje Ugarsko namjesničko vijeće kao vladu (zajedničku) i za Hrvatsku. Sabor je tako postupio u uvjerenju da će se time osigurati jaki štit protiv apsolutizma i germanizacije, koje je tada provodio prosvjetiteljski car Josip II.
Ovom su izjavom predstavnici Hrvatskog sabora odlučno stavili do znanja da je Hrvatska samostalna država, s vlastitim zakonima. U narednim stoljećima, kada su nacionalizmi većih susjednih naroda željeli podijeliti hrvatski narodni prostor i prisvojiti njegove dijelove u vlastite nacije (mađarsku, talijansku, njemačku, srpsku), osobito se naglašavalo da je Hrvatska jedna od rijetkih europskih kraljevina (stoljećima su čak su i vrlo ugledne države poput Venecije, Bavarske ili Holandije imale status vojvodstava). 
Te su Erdődyeve riječi postale jedno od općih mjesta hrvatskog nacionalizma, pa i hrvatskog nacionalnog osjećaja.
Riječi Regnum regno non praescribit leges izrekao je prvi predsjednik suvremene i samostalne Republike Hrvatske Franjo Tuđman u svojem znamenitom govoru prigodom konstituiranja prvog demokratski izabranog Sabora na kraju jugokomunističke vladavine 30. svibnja 1990. godine.